# Дольфин Фиц-Утред
Дольфин Фиц-Утред (англ. Dolfin fitz Uchtred; ум. после 1131) — английский сквайр, владелец поместья Стейндроп (ранее Стейнторп) в графстве Дарем с центром в Рэби, первый достоверно известный представитель рода Невиллов.

## Биография
Вопрос о происхождении Дольфина до конца не ясен. Хотя после завоевания англосаксонская знать вытеснялась нормандской, но на Севере Англии остались представители старой знати. Вероятно, что Утред, отец Дольфина, был потомком местных аристократов, у него могли быть англосаксонские и, возможно, шотландские корни. Согласно поздним генеалогиям, Дольфин был потомком Кринана, основателя Данкельдской династии — королей Шотландии. По этой генеалогии, Дольфин был сыном графа Нортумбрии Госпатрика, традиционно считающегося сыном Малдреда Фиц-Кринана, младшего сына Кринана Данкельдского, и Алгиты, дочери графа Нортумбрии Утреда, зятя короля Этельреда Неразумного. Однако Дольфин, предок Невиллов, был сыном Утреда и не может быть идентифицирован с упоминаемым в 1092 году Дольфином, сыном графа Госпатрика. В 1842 году Драммонд в «Noble British Families» опубликовал генеалогию потомков графа Утреда, в которой у него был показан сын Госпатрик, имевший сына Утреда и внука Эдвульфа Руса, однако идентификация Утреда, отца Эдвульфа, с Утредом, отцом Дольфина, имеет хронологические проблемы: Эдвульф в 1080 году участвовал в убийстве епископа Уолшера и вряд ли мог быть братом Дольфина, упоминаемого в 1131 году.
Дольфин Фиц-Утред, который приносил оммаж королям Англии и Шотландии, а также епископу Дарема, был, несомненно, знатного происхождения. Пол Больфур высказал версию, что отцом Утрета был Малдред, второй сын Малдреда Фиц-Кринана, и, соответственно, младший брат графа Госпатрика, однако неизвестно, на каком источнике это основано. Высказывалось также предположение, что Утред может быть идентифицирован с Утредом, сыном Лигульфа, тана Нортумберленда, убитого в Дареме в 1080 году, однако документально подтвердить эту гипотезу невозможно.
Дольфин упоминается только однажды — в 1131 году приор Дарема пожаловал ему имение Стейндропе (ранее Стейнторп) в графстве Дарем, которое оставалось центром семейных владений до 1569 года. Владения Дольфина составляли 14000 акров. Основным местопребыванием рода было Рэби на севере Стейндропа, где в XIV веке был построен замок Рэби.

## Брак и дети
Жена: Элис. Дети:
- Малдред Фиц-Дольфин (ум. до 1183[11]), лорд Рэби
- Патрик Фиц-Дольфин, возможный предок рода Вашингтонов[12]